# Джуэлл, Изабел
Изабел Джуэлл (англ. Isabel Jewell, 19 июля 1907 — 5 апреля 1972) — американская актриса.

## Биография
Родилась в Вайоминге в семье врача. Образование она получила в академии Святой Марии в штате Миннесота и в Гамильтон-колледж в штате Кентукки. Свою карьеру начала на театральной сцене, а в 1932 году дебютировала на Бродвее, где добилась успеха благодаря ролям в постановках «Дьявольская суета» (1930) и «Благословенное событие» (1932).
В 1932 году стартовала её карьера в Голливуде, где за последующие двадцать лет актриса сыграла более полусотни ролей в различных кинофильмах, среди которых «Серенада трёх сердец» (1933), «Манхэттенская мелодрама» (1934), «Повесть о двух городах» (1935), «Потерянный горизонт» (1937), «Унесённые ветром» (1939), «Высокая Сьерра» (1941), «Рождённый убивать» (1947) и «Жена епископа» (1947). К концу 1940-х карьера Джуэлл на большом экране стала постепенно затухать, и актриса переместилась на телевидении, где продолжала сниматься до конца 1960-х.
В 1950-е годы, разочаровавшись в Голливуде, Джуэлл переехала в Лас-Вегас, где у неё начались трудные времена. В 1959 году она была арестована за подделку денежных чеков, а спустя два года провела пять дней в тюрьме за езду в нетрезвом виде. Последний кинофильм с её участием «Чао! Манхэттен» вышел на экраны в 1972 году.
Актриса трижды была замужем, но все браки завершились разводом. Изабел Джуэлл была найдена мёртвой в своём доме в Лос-Анджелесе в апреле 1972 года. Смерть наступила в результате самоубийства, совершённого с помощью передозировки барбитуратами. Актриса похоронена в родном городе Шамони в Вайоминге. Её вклад в киноиндустрию США отмечен звездой на голливудской «Аллее славы».

## Избранная фильмография
| Год  |   | Русское название        | Оригинальное название     | Роль                     |
| ---- | - | ----------------------- | ------------------------- | ------------------------ |
| 1933 | ф | Серенада трёх сердец    | Design for Living         | стенографистка Планкетта |
| 1933 | ф | Адвокат                 | Counsellor at Law         | Бесси Грин               |
| 1934 | ф | Манхэттенская мелодрама | Manhattan Melodrama       | Аннабелль                |
| 1935 | ф | Безумная любовь         | Mad Love                  | Марианн                  |
| 1935 | ф | Повесть о двух городах  | A Tale of Two Cities      | швея                     |
| 1937 | ф | Потерянный горизонт     | Lost Horizon              | Глория Стоун             |
| 1937 | ф | Меченая женщина         | Marked Woman              | Эмми Лу Иган             |
| 1939 | ф | Унесённые ветром        | Gone With the Wind        | Эмми Слэттери            |
| 1941 | ф | Высокая Сьерра          | High Sierra               | блондинка                |
| 1943 | ф | Человек-леопард         | The Leopard Man           | Мария, предсказательница |
| 1943 | ф | Седьмая жертва          | The Seventh Victim        | Фрэнсис Фэллон           |
| 1943 | ф | Сокол и студентки       | The Falcon and the Co-eds | Мэри Фибус               |
| 1947 | ф | Рождённый убивать       | Born to Kill              | Лори Палмер              |
| 1947 | ф | Жена епископа           | The Bishop’s Wife         | мать в истерике          |
| 1948 | ф | Змеиная яма             | The Snake Pit             | заключённая              |
| 1949 | ф | История Молли Х         | The Story of Molly X      | миссис Мэк               |
| 1953 | ф | Человек на чердаке      | Man in the Attic          | Кэти                     |
| 1965 | с | Дымок из ствола         | Gunsmoke                  | мадам Ар                 |
| 1972 | ф | Чао! Манхэттен          | Ciao Manhattan            | мамочка                  |